# Camboya en los Juegos Olímpicos de Pekín 2008
Camboya estuvo representada en los Juegos Olímpicos de Pekín 2008 por cuatro deportistas, dos hombres y dos mujeres, que compitieron en dos deportes.
El portador de la bandera en la ceremonia de apertura fue el atleta Hem Bunting. El equipo olímpico camboyano no obtuvo ninguna medalla en estos Juegos.